# Bellator 223
Bellator 223 (conosciuto anche come Bellator London/Bellator 223) è stato un evento di arti marziali miste tenuto dalla Bellator MMA il 22 giugno 2019 alla Wembley Arena di Londra in Inghilterra.

## Risultati
|                                        | Divisione              |                      |                      |                      | Metodo                                        | Round                | Tempo                | Premio               |
| Bellator London Card                   | Bellator London Card   | Bellator London Card | Bellator London Card | Bellator London Card | Bellator London Card                          | Bellator London Card | Bellator London Card | Bellator London Card |
| -------------------------------------- | ---------------------- | -------------------- | -------------------- | -------------------- | --------------------------------------------- | -------------------- | -------------------- | -------------------- |
| Sfida valida per il titolo di campione | Pesi medi              | Rafael Lovato Jr.    | batte                | Gegard Mousasi (c)   | Decisione maggioritaria (47–47, 48–47, 48–47) | 5                    | 5:00                 |                      |
|                                        | Pesi mediomassimi      | Melvin Manhoef       | batte                | Kent Kauppinen       | Decisione unanime (29–28, 29–28, 29–28)       | 3                    | 5:00                 |                      |
|                                        | Catchweight (160 lbs.) | Aaron Chalmers       | batte                | Fred Freeman         | Sottomissione (triangle choke)                | 2                    | 4:05                 |                      |
| Bellator 223 Card                      |                        |                      |                      |                      |                                               |                      |                      |                      |
|                                        | Pesi welter            | Paul Daley           | batte                | Erick Silva          | Decisione unanime (29–27, 29–27, 29–27)       | 3                    | 5:00                 |                      |
|                                        | Catchweight (140 lbs.) | James Gallagher      | batte                | Jeremiah Labiano     | Decisione unanime (29–28, 29–28, 29–28)       | 3                    | 5:00                 |                      |
|                                        | Pesi medi              | Fabian Edwards       | batte                | Jonathan Bosuku      | Decisione unanime (30–27, 30–27, 30–27)       | 3                    | 5:00                 |                      |
|                                        | Pesi mosca femminili   | Denise Kielholtz     | batte                | Bryony Tyrell        | KO tecnico (pugni)                            | 3                    | 2:48                 |                      |
|                                        | Pesi medi              | Costello van Steenis | batte                | Mike Shipman         | KO (pugni)                                    | 2                    | 1:34                 |                      |
|                                        | Pesi medi              | Charlie Ward         | batte                | Justin Moore         | KO tecnico (pugni)                            | 2                    | 3:23                 |                      |
| Card Preliminare                       |                        |                      |                      |                      |                                               |                      |                      |                      |
|                                        | Pesi leggeri           | Charlie Leary        | batte                | Chris Bungard        | Decisione unanime (30–25, 30–25, 30–25)       | 3                    | 5:00                 |                      |
|                                        | Pesi mosca femminili   | Kate Jackson         | batte                | Lena Ovchynnikova    | KO tecnico (stop medico)                      | 1                    | 4:20                 |                      |
|                                        | Catchweight (161 lbs.) | Terry Brazier        | batte                | Alessandro Botti     | Sottomissione (americana)                     | 3                    | 2:17                 |                      |
|                                        | Pesi piuma             | Luke Ord             | batte                | Nathan Rose          | Decisione unanime (29–27, 29–28, 30–25)       | 3                    | 5:00                 |                      |
|                                        | Pesi leggeri           | Alfie Davis          | batte                | Jorge Kanella        | Decisione unanime (29–27, 29–27, 29–27)       | 3                    | 5:00                 |                      |
|                                        | Pesi welter            | Justin Burlinson     | batte                | Wendle Lewis         | KO tecnico (Sottomissione verbale)            | 1                    | 0:09                 |                      |
|                                        | Pesi welter            | Galore Bofando       | batte                | Keith McCabe         | Decisione unanime (29–28, 30–27, 30–27)       | 3                    | 5:00                 |                      |
|                                        | Pesi medi              | Kevin Fryer          | batte                | John Redmond         | Decisione non unanime (29–28, 28–29, 29–28)   | 3                    | 5:00                 |                      |
|                                        | Pesi gallo             | Frans Mlambo         | batte                | Nathan Greyson       | Sottomissione (D'Arce choke)                  | 2                    | 4:22                 |                      |
| Card Postliminare                      |                        |                      |                      |                      |                                               |                      |                      |                      |
|                                        | Pesi welter            | Oliver Enkamp        | batte                | Walter Gahadza       | Sottomissione (rear-naked choke)              | 1                    | 4:54                 |                      |